# Ammophila mitlaensis
Ammophila mitlaensis es una especie de avispa del género Ammophila, familia Sphecidae.

## Taxonomía
Fue descrito por primera vez en 1961 por Alfieri.